# Villers-Carbonnel Communal Cemetery
Villers-Carbonnel Communal Cemetery is een begraafplaats gelegen in de Franse plaats Villers-Carbonnel (Somme). De militaire graven worden onderhouden door de Commonwealth War Graves Commission.
De begraafplaats telt 3 geïdentificeerde Gemenebest graven uit de Eerste Wereldoorlog.